# Narvesen
Narvesen er en norsk kæde af kiosker og convenience storer med 370 forretninger i Norge, 249 i Letland og 260 i Litauen. De sælger blandt andet kioskvarer, læsestof, bagervarer og pølser samt billetter og elektroniske tjenester. I Norge og Letland har Narvesen en dominerende markedsandel.
Narvesen blev etableret i 1894 af Johan Bertrand Narvesen. I nutiden ejes kioskerne af franchisetagere, der driver dem indenfor rammer sat af kædens ejer, Reitan Convenience, en del af Reitangruppen, hvilken den har været siden 2000.